# Lista de obeliscos no Brasil

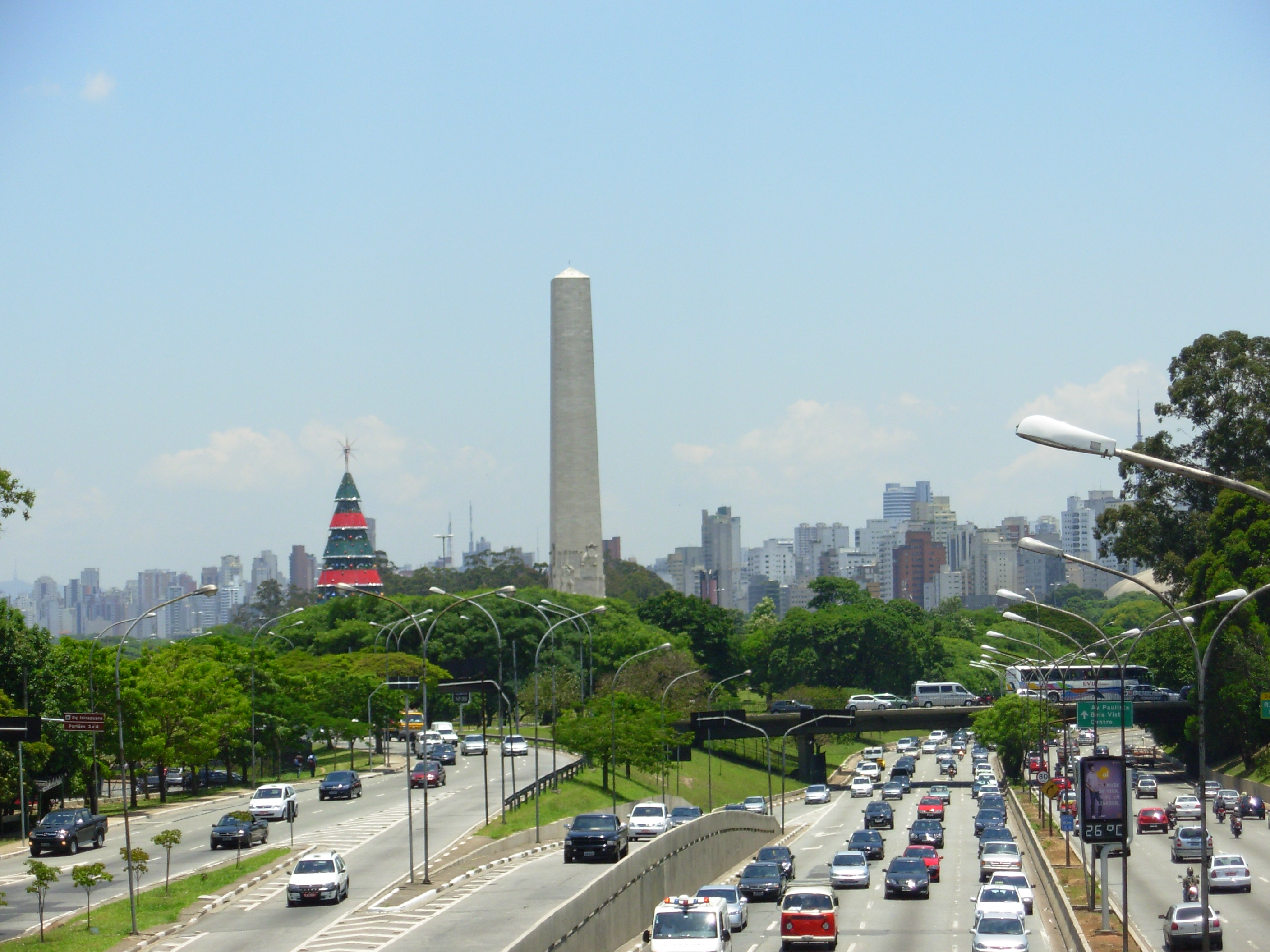
Obelisco de São Paulo, no Parque do Ibirapuera.

Esta lista de obeliscos no Brasil traz esses monumentos que estão espalhados pelo país em comemoração a diversos eventos da história nacional e local. Os obeliscos são pilares em formato de tronco piramidal originários do Antigo Egito. Eles geralmente estão situados em praça pública e servem de marcos simbólicos ao relembrar, preservar e ajudar a contar sobre fatos e personalidades históricas, como também referenciais artísticos de parte da cultura brasileira. A listagem a seguir não está completa e está organizada segundo o critério de localização do obelisco por unidade da federação brasileira.

## Lista

### Acre
- Obelisco do Acre[carece de fontes?]
- Obelisco de Cruzeiro do Sul[6]

### Alagoas
- Obelisco de Penedo[7]

### Amazonas
- Obelisco de Coari
- Obelisco de Manaus[8]

### Bahia
- Obelisco da Bahia[9]
- Obelisco de Dom Pedro II, marcando o local do achado do meteorito Bendegó
- Obelisco de Lobato, em comemoração à perfuração dos primeiros poços de petróleo do Brasil
- Obelisco da Serra do Marçal, em homenagem a Getúlio Vargas[10][11]
- Obelisco da Chesf em Paulo Afonso[12][13]
- Obelisco Dom João VI[14][15][16][17][18] (ou Obelisco da Aclamação)[19]
- Monumento à Batalha de Riachuelo[20]
- Obeliscos da praia da Paciência[21][22][23]
- Obelisco de Jequié[24][25]
- Obelisco de Juazeiro construído, na praça Cordeiro Miranda, como marco comemorativo ao cinquentenário de elevação da Vila do Joazeiro à categoria de cidade.
- Obelisco da praça Getúlio Vargas[26]
- Obelisco Bendegó[27][28] localizado na Estação Ferroviária do Jacurici, um povoado do município de Itiúba, o monumento foi feito pela Marinha do Brasil em celebração aos feitos pela engenharia do transporte do meteorito.
- Obelisco da praça da Bandeira, em Brumado[29]
- Obelisco da estação ferroviária de Dias d'Ávila[30]

### Ceará
- Obelisco de São Benedito[carece de fontes?]
- Obelisco do Ceará ou Obelisco da Vitória, em Fortaleza

### Distrito Federal
- Pedra fundamental de Brasília[carece de fontes?]
- Obelisco Militar de Brasília[carece de fontes?]

### Maranhão
- Pedra da Memória,  em São Luís. Erigida em homenagem à maioridade de Dom Pedro II[31]
- Pirâmide de Beckman, em São Luís. Erigida em 1910 para marcar o enforcamento de Manuel Beckman,[32] líder da revolta colonial de 1684
- Obelisco de Pinheiro, na cidade de Pinheiro. O monumento foi um: "presente da Associação Comercial do Maranhão, em comemoração ao 1º centenário da cidade, em 1956. Construído em cimento e revestido de pó de pedra. Altura: 7,80 m".[33]
- Obelisco de Pedreiras, na cidade de Pedreiras. Foi erguido em 1920 pelo prefeito Raimundo Moraes Rêgo Brandão.

### Mato Grosso
- Marco do Centro Geodésico da América do Sul, na praça Pascoal Moreira Cabral, em Cuiabá[34]

### Mato Grosso do Sul
- Obelisco de Campo Grande[carece de fontes?]

### Minas Gerais
- Obelisco em homenagem a Chrispim Jacques Bias Fortes, em Barbacena[35]
- Obelisco da Praça Sete de Setembro, em Belo Horizonte[36]
- Obelisco do bicentenário de Campanha, em Campanha[35]
- Obelisco em homenagem aos Expedicionários, em Cabo Verde[35]
- Obelisco Comemorativo do 4º Centenário do Descobrimento do Brasil, em Guaranésia[37]
- Obelisco Homenagem ao Expedicionário de Guaxupé, em Guaxupé[35]
- Obelisco da Praça Mariano Procópio, em Juiz de Fora[35]
- Obelisco em homenagem à FEB, em Monte Belo[35]
- Obelisco ao IV Centenário do Descobrimento do Brasil, em Muzambinho[35]
- Obelisco em homenagem a Tiradentes, em Ouro Preto[38][39]
- Obelisco em Homenagem ao Ex-Combatente da 2ª Guerra, em Perdões[35]
- Obelisco de Nossa Senhora da Conceição, em Pouso Alegre[35]
- Obelisco em homenagem aos 150 anos de Tombos, em Tombos[40][41]
- Obelisco da Praça Doutor Jorge Frange, em Uberaba[35]

### Pará
- Obelisco do Centenário de Adesão de Bragança à Independência do Brasil, em Bragança[42]

### Paraíba
- Obelisco de Campina Grande[43][carece de fontes?]
- Obelisco da Praça da Independência, em João Pessoa[44]
- Obelisco de Bayeux

### Paraná
- Marco das Três Fronteiras
- Obelisco de Curitiba na praça 19 de dezembro
- Marco da Rodovia do Café, na localidade de São Luiz do Purunã, onde a BR-277 (sentido Foz do Iguaçu) e a BR-376 (sentido Paranavaí) se convergem. [45]

### Pernambuco
- Obelisco da Boa Viagem, em Recife[46]
- Obelisco da Vila Operária, em Recife[47]
- Obelisco da Praça da Restauração[48]

### Piauí
- Obelisco da Batalha do Jenipapo, em Campo Maior
- Obelisco do Bairro de Fátima,  em Campo Maior[carece de fontes?]
- Obelisco de Parnaíba[49]

### Rio de Janeiro
- Obelisco da Avenida Rio Branco[carece de fontes?]
- Obelisco de Petrópolis[carece de fontes?]
- Obelisco de Campos dos Goytacazes[carece de fontes?]

### Rio Grande do Norte
- Obelisco de Pau dos Ferros[carece de fontes?]

### Rio Grande do Sul
- Obelisco de Livros, em Morro Reuter[50]
- Obelisco Republicano, em Pelotas[51]

### Santa Catarina
- Obelisco da lenda de São Luiz, em homenagem a Francisco Dias Velho, em Florianópolis[52]
- Obelisco do centenário da República Catarinense, em Laguna[53]
- Monumento do Bicentenário da Independência do Brasil, em Criciúma[54][55]

### São Paulo
- Obelisco do Largo do Rosário, em Bananal[56]
- Obelisco de Birigui[57]
- Obelisco do Centro do Estado[carece de fontes?]
- Obelisco de Mogi das Cruzes[58]
- Obelisco do Piques[59]
- Obelisco de Ribeirão Preto[60]
- Obelisco de São Bernardo do Campo
- Obelisco de São Paulo[61]
- Obelisco de Sorocaba[62]
- Obelisco de Ubatuba

### Sergipe
- Obelisco a Inácio Barbosa